# Amazon Mechanical Turk
Amazon Mechanical Turk ("MTurk") é um serviço de crowdsourcing. Os seus usuários, como empresas e pesquisadores, contratam crowdworkers, trabalhadores remotos terceirizados que realizam tarefas que computadores ainda não são capazes de realizar. É operado pela subsidiária da Amazon, a Amazon Web Services. Os trabalhadores podem verificar dados, responder pesquisas, moderar conteúdo, entre outras atividades. Essas 'microtarefas', chamadas de Human Intelligence Tasks (HITs) na plataforma, podem ser criadas por solicitantes via API ou pelo próprio site. O nome é inspirado na máquina de xadrez O Turco.
A plataforma é utilizada para diversas microtarefas, como na pesquisa, para o aprendizado de máquina, o processamento de imagens, o processamento de dados e a coleta de dados.
Uma pesquisa de 2018 demonstrou que existiam mais de 100 mil trabalhadores disponíveis, mas apenas 2000 desses trabalhadores estavam trabalhando ativamente na plataforma, sendo que a maioria desses trabalhadores moravam nos Estados Unidos ou na Índia. Os trabalhadores da plataforma não possuem salário mínimo ou recompensação por horas extras, recebendo pagamento por microtarefa realizada. A renda média de um trabalhador é de cerca de 5 dólares por hora, abaixo do salário mínimo imposto pela lei americana. Trabalhadores de outros países recebiam menos que os trabalhadores americanos na plataforma, com uma média de 3,31 dólares e uma mediana de 2,16 dólares.